# Комонім
Комо́нім (від дав.-гр. κώμη — село, поселення, селищне + дав.-гр. ὄνομα — ім'я, назва) — різновид ойконіма. Назва будь-якого сільського поселення.